# Yorman Rodríguez
Pour les articles homonymes, voir Rodríguez.
Yorman José Rodríguez (né le 15 août 1992 à Ocumare de la Costa, Aragua, Venezuela) est un voltigeur des Reds de Cincinnati de la Ligue majeure de baseball.

## Carrière
Yorman Rodríguez signe son premier contrat professionnel en 2008 avec les Reds de Cincinnati. L'adolescent de 16 ans reçoit 2,5 millions de dollars US à la signature de son contrat avec les Reds.
Rodríguez fait ses débuts dans le baseball majeur avec Cincinnati le 2 septembre 2014 face aux Orioles de Baltimore.